# Макаров Володимир Леонідович
Володимир Леонідович Макаров (нар. 11 серпня 1941 р., м. Воронеж) — український математик, академік НАН України, засновник відділу обчислювальної математики Інституту математики НАН України, головний науковий спеціаліст Інституту математики НАН України, член бюро Відділення математики НАН України, співголова Міжнародного комітету з обчислювальної математики при МААН, заступник голови Наукової ради «Обчислювальна математика» при Відділенні математики НАН України.

## Біографія
Народився в родині службовців Леоніда Олександровича (1913 р. н.) і Марії Михайлівни (до шлюбу Збуржинська, 1913 р. н.) Макарових, які разом із Київським танковим заводом були евакуйовані в м. Воронеж.
У 1948—1958 рр. навчався в київській середній загальноосвітній школі № 86 (тепер — Київська гімназія «Консул» № 86 з поглибленим вивченням іноземних мов).
Закінчивши школу, прислухався до поради матері, яка добре знала нахили сина, і вирішив стати математиком. У 1958—1963 рр. навчався на механіко-математичному факультеті Київського державного університету ім. Т. Г. Шевченка, а в 1963—1965 рр. — в аспірантурі при цьому ж навчальному закладі.
У 1967 р. захистив дисертацію на здобуття наукового ступеня кандидата фіз.-мат. наук «Спеціальні функції дискретного аргументу осесиметричного потенціалу та їх застосування».
У 1971 р. отримав учене звання доцента.
У 1974 р. захистив дисертацію на здобуття наукового ступеня доктора фіз.-мат. наук «Ортогональні многочлени і різницеві схеми з точними та явними спектрами» (диплом доктора фіз.-мат. наук виданий 1976 р.).
У 1977 р. отримав учене звання професора.
Працював у КНУ імені Тараса Шевченка на посадах: молодшого наукового співробітника, асистента, старшого викладача, з 1969 р. — доцента, старшого наукового співробітника, з 1977 р. — професора, у 1981—1998 рр. — завідувача кафедри чисельних методів математичної фізики.
У 1969—1971 рр. був заступником декана факультету кібернетики.
З 1998 р. працює на посаді завідувача відділу обчислювальної математики Інституту математики НАН України.
У 2002—2011 рр. створив й очолював кафедру прикладної математики Національного авіаційного університету.
У 2000 р. обраний членом-кореспондентом, у 2009 р. — академіком НАН України.
Брав участь у виконанні DAAD-проектів (1994—1999 рр., Німеччина), DFG-проектів (1998—2006 рр., Німеччина), проектів ДФФД України.
Соросівський професор (1996 р.).
2017 — Заслужений діяч науки і техніки України
|  | Безмежно вдячний своєму вчителю, науковому керівнику, члену-кореспонденту АН УPCP, нині покійному Георгію Миколайовичу Положію, завдяки якому я пішов у велику науку. А також вдячний моїй учительці, доценту Агнесі Андріївні Скоробагатько — учениці Г. М. Положія, яка познайомила мене з цією прекрасною людиною, видатним ученим. |

У 1985—1987 рр. був депутатом Київської міської ради.
Володіє українською, російською, німецькою та англійською мовами.

## Наукова робота

Зліва направо: В. Г. Приказчиков, В. Л. Макаров, П. Ф. Жук на науковій конференції. Друскінінкай, Литва, 1980-і рр.

Результати фундаментальних досліджень академіка НАН України В. Л. Макарова в цій галузі складають основу важливих досягнень вітчизняної науки і знайшли своє втілення у більш як 300 основних наукових публікаціях, серед яких 13 монографій, 7 підручників та навчальних посібників, які одержали широке визнання серед фахівців. Основні його результати концентруються навколо трьох напрямів.
- Теорія різницевих схем. Вперше введено та досліджено новий клас різницевих схем з точними та явними спектрами. При вивчені математичного апарату цього класу схем, спеціальних функцій дискретного аргументу, одержано ряд важливих результатів відносно нулів асоційованих ортогональних многочленів. Істотний внесок зроблено у подальший розвиток теорії точних та усічених різницевих схем А. Н. Тихонова та О. А. Самарського для більш загальних математичних об'єктів (для векторних систем ЗДР другого порядку, диференціальних рівнянь з виродженням та в необмежених областях). Побудовано теорію точних та усічених різницевих схем для нелінійних систем ЗДР. Для диференціальних рівнянь з узагальненими розв'язками побудовано теорію різницевих схем, швидкість збіжності яких узгоджена з гладкістю вихідної диференціальної задачі.

- Теорія операторного інтерполювання. Побудовано основи загальної теорії поліноміального інтерполювання нелінійних операторів (відображень) в абстрактних просторах. Доведені теореми про необхідні й достатні умови розв'язності задач поліноміального операторного інтерполювання, про опис всієї множини інтерполянтів як для інтерполяційних умов Лагранжа, так і для умов типу Біркгофа–Ерміта. Введений і досліджений новий клас інтерполяційних інтегральних ланцюгових дробів(І ІЛД). Знайдено необхідні та достатні умови розв'язності задачі лагранжевої інтерполяції в класі І ІЛД, що базуються на континуальності інтерполяційних вузлів.

- Абстрактні задачі для диференціальних рівнянь з необмеженими операторними коефіцієнтами. Побудовано та досліджено методи без насичення точності для диференціальних рівнянь з необмеженими операторними коефіцієнтами першого та другого порядків в Гільбертовому та Банаховому просторах (метод перетворення Келі). Побудовано експоненціально швидкий метод наближення операторної експоненти, що допускає розпаралелювання, який став основою при розробці експоненціально збіжних алгоритмів для розв'язування задач Коші для неоднорідних еволюційних рівнянь першого порядку.

Наукові результати В. Л. Макарова знайшли практичне застосування в математичному моделюванні складних інструментально-технологічних систем і вимірювальних комплексів.
Макаров В. Л. чимало сил та енергії віддає науково-організаційній і педагогічній роботі як член бюро відділення математики НАН України, член ряду експертних наукових рад та член спеціалізованих рад із захисту дисертацій на здобуття наукових ступенів, бере безпосередню участь в атестації наукових кадрів вищої кваліфікації для незалежної України, є головою Міжнародного координаційного комітету з обчислювальної математики при МААН.
Значний внесок у розвиток математики зробили його учні. Він підготував 15 докторів та 48 кандидатів, створивши, таким чином, вітчизняну наукову школу з обчислювальної та прикладної математики.

## Деякі праці
- Ivan Gavrilyuk, Volodymyr Makarov, Vitalii Vasylyk. Exponentially Convergent Algorithms for Abstract Differential Equations. — Birkhäuser, Springer Basel (Frontiers in Mathematics [Архівовано 15 липня 2020 у Wayback Machine.]) — 2011. — 180 p. — ISBN 978-3-0348-0118-8

## Сім'я
- Дружина — Макарова Світлана Григорівна (1940—2017), закінчила біологічний факультет, канд. біол. наук.

- Діти
  - Макаров Леонід Володимирович (1963 р. н.), закінчив факультет кібернетики КНУ імені Тараса Шевченка, канд. фіз.-мат. наук.
  - Макаров Сергій Володимирович (1966 р. н.), закінчив КПІ, канд. фіз.-мат. наук.

- Брат — Макаров Ігор Леонідович (1954—2013), закінчив факультет кібернетики КНУ імені Тараса Шевченка, канд. фіз.-мат. наук, був заступником головного вченого секретаря НАН України.

## Нагороди

Вручення акад. В. Л. Макарову диплома про присудження премії НАН України імені М. М. Крилова. Київ, актова зала ІМВ та ІЖ КНУ імені Тараса Шевченка, 2007 р.

- Орден Трудового Червоного Прапора (1984 р.).
- Премія НАН України імені М. М. Крилова 2007 р. — за цикл наукових праць «Сучасні методи теорії апроксимації та інтерполяції» (у складі колективу)[3].
- Почесний доктор Львівської політехніки (2009)[4]
- Премія НАН України імені М. М. Боголюбова 2011 р. — за цикл наукових праць «Розвиток ідей М. М. Боголюбова у теоретичній та математичній фізиці» (у складі колективу)[5].
- Заслужений діяч науки і техніки України (21 січня 2017) — за значний особистий внесок у державне будівництво, соціально-економічний, науково-технічний, культурно-освітній розвиток Української держави, справу консолідації українського суспільства, багаторічну сумлінну працю[6]
- Державна премія України в галузі науки і техніки 2012 р. — за цикл наукових праць «Дискретні та функціональні методи теорії наближення та їх застосування» (у складі колективу)[7].
- Премія НАН України імені М. О. Лаврентьєва 2021 р. — за цикл наукових праць «Розвиток ідей М. О. Лаврентьєва – Г. М. Положія у теорії квазіконформних відображень та чисельних методів розв’язання проблем математичної фізики»